# Frank Sinatra Jr.
Pour les articles homonymes, voir Sinatra.
Francis Wayne Sinatra, plus connu sous le nom de Frank Sinatra Jr., né le 10 janvier 1944 et mort le 16 mars 2016, est un chanteur, compositeur et chef d’orchestre américain.
Il est le fils du chanteur et acteur Frank Sinatra et de Nancy Barbato Sinatra.

## Biographie

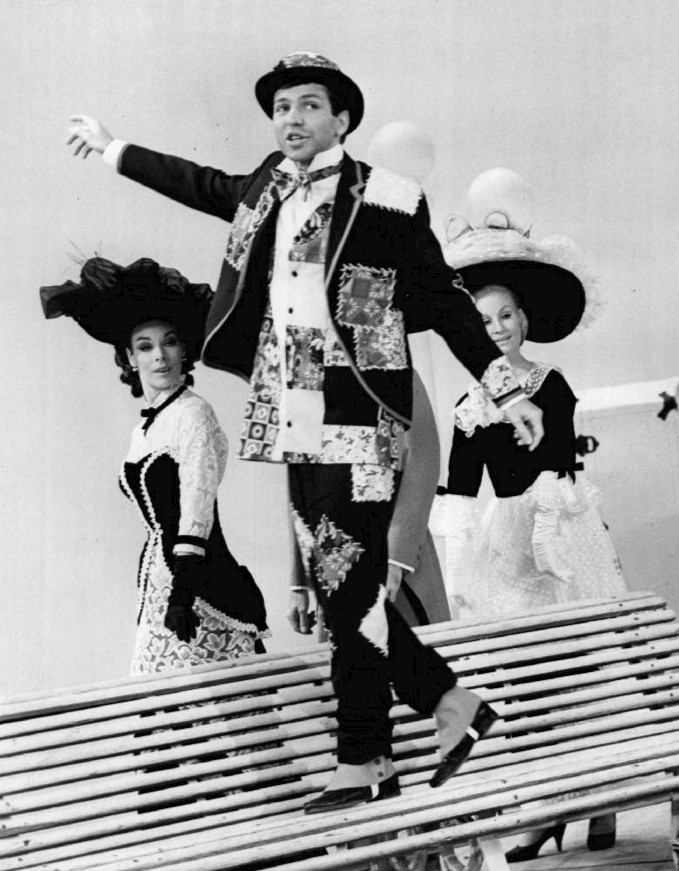
Frank Sinatra Jr. en 1969.

Francis Wayne Sinatra naît le 10 janvier 1944 à Jersey City dans l’État du New Jersey.
Le 8 décembre 1963, Sinatra Jr. est kidnappé dans l’hôtel Harrah's Lake Tahoe (en). Il est libéré deux jours plus tard après que son père a payé une rançon de 240 000 $.
Le mercredi 16 mars 2016, Frank Sinatra Jr. s’éteint à l’âge de 72 ans après avoir fait une crise cardiaque. Cette dernière se produit avant son concert au Peabody Auditorium de Daytona Beach, dans le cadre de la tournée Sinatra chante Sinatra.